# Lampsakos-Schatz

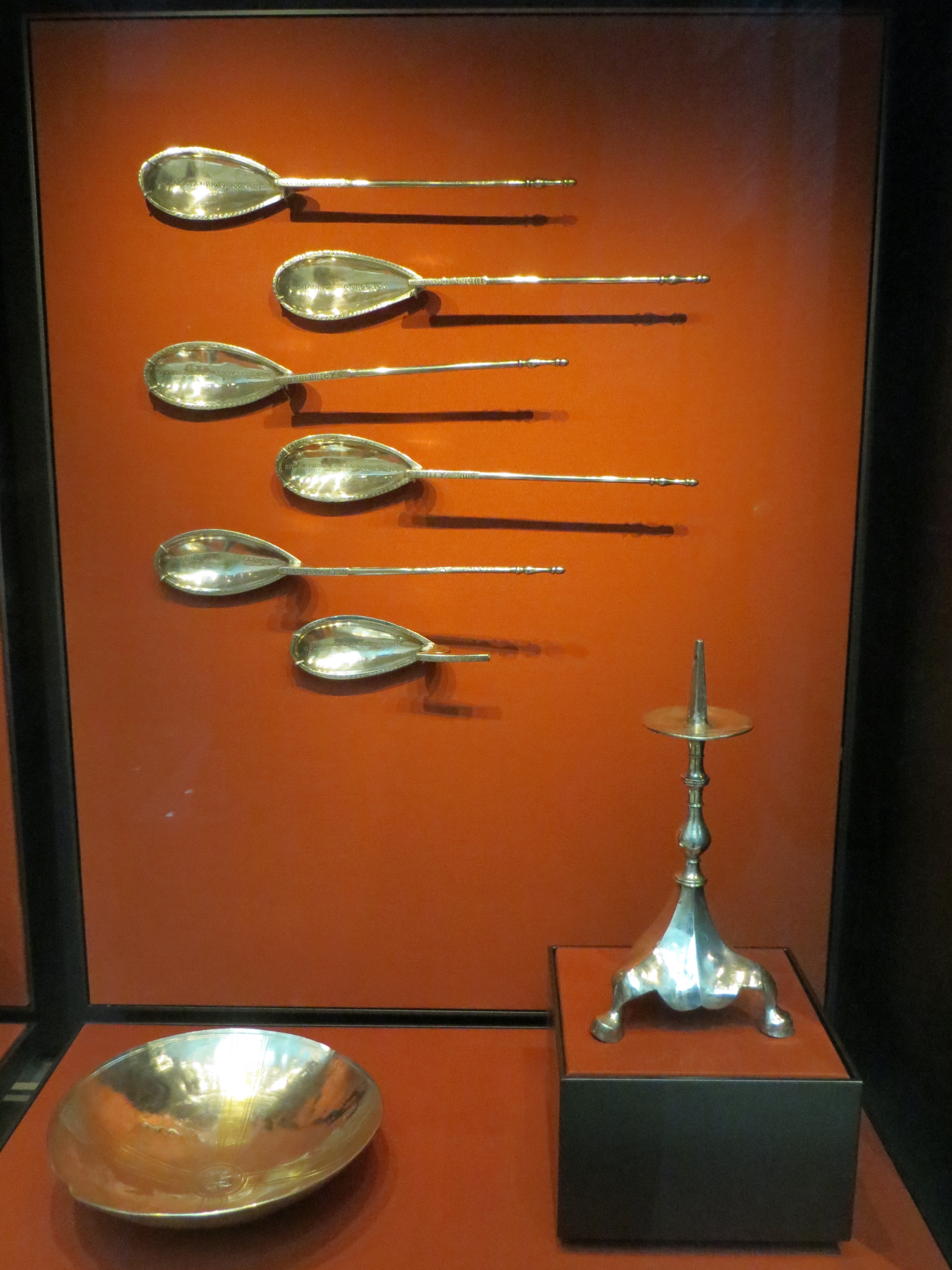
Teile des Lampsakos-Schatzes im British Museum

Der Lampsakos-Schatz ist ein spätantiker Silberschatz, der 1847 auf einem Feld in der Nähe des heutigen westtürkischen Dorfes Lapseki von Bauern gefunden wurde.

## Fundort und Fundgeschichte
Lapseki ist der ehemalige spätantike Bischofssitz Lampsakos am Hellespont, also der Meerenge, die Ägäis und Marmarameer verbindet und heute die Dardanellen genannt wird. 

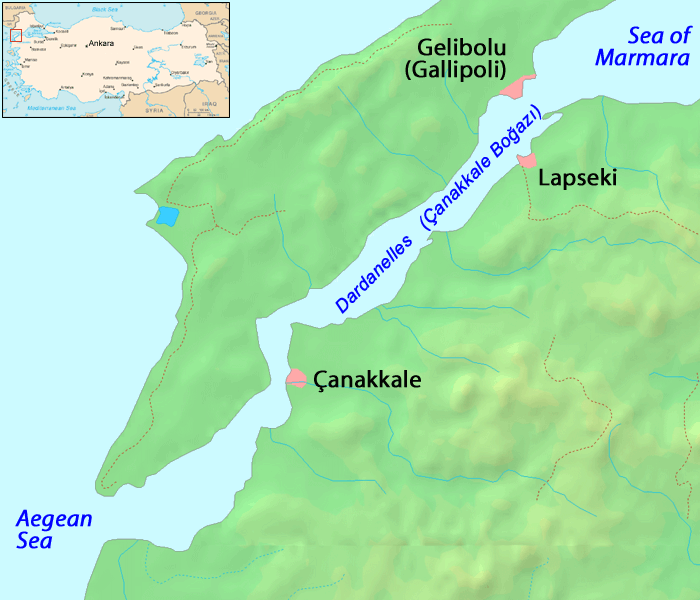
Karte der Dardanellen

Lampsakos hatte als Hafenstadt durchgehend große Bedeutung, da es (mit der Überfahrt nach Kallipolis) die Verbindung zwischen Asien und Europa darstellte, wie auch Station auf dem Schiffsweg nach Konstantinopel durch den Hellespont war.
Aufgrund dieser taktisch günstigen Lage wurde Lampsakos in byzantinischer Zeit wiederholt als Basis für Angriffe auf die Hauptstadt genutzt, sodass sich einige Möglichkeiten ergeben, bei denen der Schatz verborgen worden sein könnte.
Direkt nach der Hebung wurde der Schatz auseinandergerissen. Henry Wellesley, 1. Earl Cowley (1804–1884) als Gesandter der britischen Krone in Konstantinopel, kaufte 1848 einen Teil des Schatzes auf und gab ihn im selben Jahr an das British Museum in London.

## Umfang des Schatzes
Heute sind 28 Stücke in verschiedenen Museen aufbewahrt:
In das British Museum gelangten durch Earl Cowley der Lampenständer, das Gefäß, eine Schale, das Polykandelon, der Spiegelgriff, ein Beschlagstück, Fragmente eines Faltstuhls oder Tischuntersatzes und sechs Löffel. Des Weiteren gehören zum Schatz Teile einer Goldkette mit Pendilien aus Halbedelsteinen und eines Ohrrings.
1886 erwarb das Museum eine weitere Schale und vier Löffel bei zwei Kunsthändlern in London.
Weitere drei Löffel wurden von Augustus Wollaston Franks 1897 an das Museum vererbt.
Im Archäologischen Museum Istanbul befinden sich zwei Schalen und seit 1887 die India-Schale aus einem zweiten Schatzfund. Die mitgefundenen Löffel (durch eine Schriftquelle belegt, welche?) mit dem Monogramm ΆΓΙΟΥ ΓΕΟΡΓΙΟΥ (altgr. Hagiou Georgiou, „des Heiligen Georg“) sind seitdem verschollen.
Im Louvre befinden sich weitere zwei Löffel, die zum Schatzfund gehören.
Ein weiterer Löffel ist nur aus schriftlichen Quellen bekannt, die belegen, dass dieser seit 1877 im Museum der evangelischen Schule in Smyrna, im heutigen Izmir, aufbewahrt wurde. Salomon Reinach publizierte diesen Löffel 1882 ausführlich in seinem Aufsatz Une cuiller d’argent du mesée de Smyrne. Leider ist der Löffel seit einem Brand 1922 verschollen.

### Der Lampenständer
Er gelangte 1848 durch Earl Cowley ins British Museum. Er ist 20,8–21 cm hoch, die Breite an der Basis beträgt 11 cm und sein Gewicht 333 g.
Es handelt sich um einen dreifüßigen Lampenständer mit breit geschürzter Basis und einem balusterartigem Schaft, der eine flache Scheibe mit einem Dorn trägt.
Die Flächen der Basis sind vertikal durch Nähte in sechs konvexe Abschnitte geteilt, wobei jeweils drei Kanten in einem Fuß auslaufen. Die jeweils dazwischenliegenden zwei Flächen schließen mit symmetrisch geschwungenen Kanten ab. Im Bereich der hervorkragenden Formen der Basis knicken die Flächen mit runder Biegung nach unten hin ab.
Der Schaft ist balusterartig profiliert und gegliedert und trägt eine flache Scheibe mit leicht konvexem Boden. Darauf befindet sich ein konisch zulaufender Dorn mit viereckiger Basis. Um den Dorn herum befinden sich konzentrische Linien, die von der Herstellung auf der Drehbank herrühren.
Insgesamt handelt es sich um einen schlichten Lampenständer ohne Verzierungen. Die Füße und die Basis sind hohl, der Rest besteht aus massivem Silber.
Silberne Baluster-Lampenständer wurden häufig in weniger edlem Metall, wie verzinntem Kupfer, kopiert.

#### Datierung
Der Lampsakener gehört zu den drei erhalten gebliebenen Lampenständern, deren Silbergehalt gemäß dem Frühbyzantinischen Kontrollstempelsystem in der Zeit zwischen 527 n. Chr. und 630 n. Chr. gestempelt und damit ausgewiesen wurde.
Der Lampsakener Lampenständer wurde in Konstantinopel zwischen 527 n. Chr. und 565 n. Chr. gestempelt, derjenige aus Antiochia zwischen 602 n. Chr. und 610 n. Chr. auch dort in Antiochia gestempelt, der dritte kommt aus dem Mytilene-Schatzfund und wurde in Konstantinopel zwischen 610 und 630 gestempelt.
Die hohe Übereinstimmung von Form, Größe und Gewicht sprechen (laut Buckton und Mango) für eine hohe Standardisierung und stützt die Theorie, dass byzantinisches Silber in staatlichen Werkstätten gestempelt wurde.
Das Lampsakener Exemplar ist ohne Verzierungen der schlichteste der drei aus dieser Zeit erhaltenen Silber-Lampenständer. Das Exemplar aus Antiochia, das später (602–610 n. Chr.) datiert, ist weniger gedrungen als die beiden anderen und hat als einzige Verzierung eine eingravierte Linie entlang der Basiskante.
Das Mytilener Exemplar datiert am spätesten (610–630 n. Chr.) der drei Ständer und trägt die meisten Verzierungen. Die Linie, die an der Kante entlang läuft, ist in der Mitte mit einer Blume (eventuell eine Lilie) verziert und die Füße tragen Löwenköpfe.
Der Aufbau und die Profilierung des balusterartigen Schafts ist bei allen Beispielen sehr ähnlich.

#### Nutzung
Die kleinen vorgestellten Silber-Ständer wurden wahrscheinlich für schwächere Beleuchtung auf kleineren Tischen verwendet. Größere Lampenständer können auf den Boden gestellt werden, um für mehr Licht zu sorgen. Die Ständer können sowohl Kerzen, als auch Lampen tragen:
Beispiele für die Nutzung mit Lampen sind zum einen die erhalten gebliebenen kleinen Kupferlampenständer, wie auch die Darstellung eines großen Exemplars im Rabbula-Evangeliar. Als Beispiel für die Nutzung mit Kerzen dienen unter anderem die Darstellungen in den Wandmalereien des Silistra-Grabes.

### Das Polykandelon
Es wurde 1848 von Earl Cowley an das British Museum gegeben und hat einen Durchmesser von 24,5 cm.
Das runde Polykandelon hat einen flachen, breiten Rand, der von sechs Löchern mit jeweils 1 Inch (= 2,54 cm) Durchmesser durchbrochen wird, die zum Halten von Glasbehältnissen für Kerzen oder Öl dienen. Zwischen diesen sind abwechselnd ein Lochmuster mit einem griechischen Kreuz oder einem Palmetten-Muster angeordnet.
Die Mitte ist nur noch in fragmentarischem Zustand erhalten. Es können jedoch sechs Strahlen rekonstruiert werden, die die tieferliegende Mitte durchbrechen, die Zwischenräume nehmen die Palmetten-Muster des Randes wieder auf.
Es wurde vorgeschlagen, dass die vertiefte Mitte dazu gedient haben könnte, ein Glasbehältnis mit Öl zu fassen, um das Muster zu betonen und die sechs Kerzen oder Lampen in ihrer Lichtwirkung zu unterstützen.
Der flache Teller wurde an drei Ketten aufgehängt, deren Pi-förmige Ösen am Rand auf den vertikalen Kreuzarmen des Lochmusters befestigt sind. Die Ketten sind in zwei flache schmale Glieder unterteilt, deren Kanten konkav-konvex-konkav geformt sind. Verbunden sind sie durch S-förmige Haken. Die Ketten werden oben mit Haken und Ringen mit dem sternförmigen Abschluss verbunden, der wiederum einen Ring zur Aufhängung aufweist.
Die von Dalton, ebenso von Mango, so betitelten „Strahlen“ in der Mitte könnten auch als Iota Chi (IX, für gr. ΙΕΣΟΣ ΧΡΙΣΤΟΣ, Iesos Christos), also als ein Christogramm gedeutet werden.
Von den originalen fünf Stempeln sind noch zwei erhalten geblieben, sodass das Polykandelon auf 577 n. Chr. datiert werden kann.

#### Deutung in kirchlichem Kontext
Bezüglich des Lampsakener Stücks in kirchlichen Kontext ist zu sagen, dass dies
1. aufgrund des fragmentarischen Erhaltungszustandes nicht zu belegen ist, da es schlicht an Material dafür fehlt und
2. ein Christogramm (wenn die Strahlen als solches gelesen werden), ohne Votivinschrift oder weitere Hinweise nicht als Nachweis genügt, um es zweifelsfrei in kirchlichen Zusammenhang zu setzen.

Als Beispiel für ein Polykandelon in kirchlichem Kontext kann das Silber-Polykandelon aus der Ferrell Collection dienen, das mit einer Votivinschrift versehen ist. Es datiert nur einige Jahre später auf 582–602 n. Chr. und ist dem Lampsakener Polykandelon in Aufbau und Verzierung sehr ähnlich.
Ebenso in kirchlichem Kontext steht ein Kupferpolykandelon unbekannter Herkunft, das im Archäologischen Museum in Istanbul aufbewahrt wird. Im Gegensatz zu Silber-Polykandela sind solche aus Kupfer in höherer Stückzahl erhalten. Das Istanbuler Stück kann aufgrund der Votivinschrift in das 6. oder 7. Jahrhundert datiert werden. Wie das Lampsakener ist es in fragmentarischem Zustand, jedoch über ein Drittel größer.

#### Nutzung
Es wurde häufig vermutet, dass Polykandela im 6. und 7. Jahrhundert verwendet wurden, um Kirchen zu erhellen. Mango jedoch schreibt, dass die verhältnismäßig kleinen Abmessungen des Lampsakos-Polykandelons ein Indiz für seinen häuslichen Gebrauch sein könnte. Allerdings wurden solche Polykandela auch an großen Radleuchtern aufgehängt, wodurch auch sehr große Kirchen, wie die Hagia Sophia zu Justinianischer Zeit, damit erhellt werden konnten. Es gibt westliche Schriftquellen, die sogar das Erhellen von Straßenzügen thematisieren. Es sind wenige silberne Polykandela aus der Spätantike erhalten, im Gegensatz zu solchen aus Kupfer.

### Der Spiegelgriff
Der Spiegelgriff wurde 1848 von Earl Cowley an das British Museum gegeben und datiert ins 6./7. Jahrhundert. Er ist 18 cm lang und wiegt 44 g.
In der Literatur (bei O. M. Dalton und Stefan Hauser) wird er teilweise noch als Gefäßhenkel bezeichnet, bei Mundell Mango findet sich die Identifizierung als Spiegelgriff.
Vom Handspiegel ist nur noch der Griff erhalten geblieben, der ursprünglich auf der Rückseite des Spiegels angebracht war.
Der Griff ist nach außen hin gegabelt, jedes der vier Enden ist einmal um sich selbst geschlungen und hat flache, sich verbreiternde, abgerundete, spatelförmige Enden.
Eine eingravierte Linie folgt den Formen der Außenkanten des Mittelstücks. Davon abgesehen, ist der Griff schmucklos.
Es lässt sich aufgrund von Vergleichsstücken eine etwa im Durchmesser 30 cm große Silberne Scheibe rekonstruieren, auf deren Rückseite sich der Griff befand.

#### Kunsthistorische Einordnung
Diese Art Handspiegel lassen sich laut Mango in zwei Gruppen aufteilen: diejenigen mit einem flachen Streifen als Griff und diejenigen mit einem verschlungenen Griff.
Ein Spiegel aus Wroxeter wird in das 2. Jahrhundert datiert (wobei Mango ein ? dazu setzt). Sein Durchmesser beträgt 29 cm, zwei gerillte Stränge sind in einem Knoten umeinander geschlungen und enden in vier blätterförmigen Abschlüssen. Zwischen Knoten und Ende sind vier Blüten angebracht. Ein umlaufendes Band ist mit Blattmuster verziert und wird durch Blüten in sechs Abschnitte geteilt.
Der Spiegel aus dem Latakia-Schatz hat einen Durchmesser von 34,4 cm und datiert in das 4./5. Jahrhundert. Zwei Stränge bilden in der Mitte des Griffs einen losen Knoten. Deren vier Enden schlingen sich einmal um sich herum und werden mit flachen blätterförmigen Abschlüssen mit dem Spiegel verbunden.
Der Spiegel aus einer Privatsammlung hat einen zentralen losen Knoten und keine Schlingen.
Aufgrund dieser Vergleiche kann man vermuten, dass der Lampsakos-Spiegel eine Weiterentwicklung zur Vereinfachung hin darstellt.
Die Blüten am Griff des Wroxeter Spiegels entwickelten sich zu den Schlingen, die man beim Spiegel aus dem Latakia-Schatz erkennen kann. Während beim Spiegelhalter aus der Privaten Sammlung die Schlingen weggelassen werden, wird beim Lampsakus-Spiegel der Knoten des Griffs durch einen flachen Griff am Stück ersetzt. Die weitere stilistische Entwicklung kann man am Spiegel mit schlichten geraden Griff aus Antiochia beobachten.

### Das Gefäß
Es ist 9,86 cm hoch und sein Durchmesser beträgt am oberen Rand 12,5 cm. Es wiegt 226,8 g.
Es handelt sich um ein zylindrisches Gefäß mit rundem Fuß, der einen deutlich geringeren Durchmesser aufweist. Die Oberfläche des Gefäßes ist sehr rau und es finden sich überall Hammerspuren, was auf eine unvollständige Bearbeitung schließen lässt. Eine Seite ist abgebrochen.
Dalton zieht eine Nutzung als Kelch in Betracht.
Ohne eindeutigen Kontext oder eine Votivinschrift ist ein liturgischer Zusammenhang jedoch nicht herstellbar, zumal die typologische Entsprechung zu bekannten liturgischen Kelchen fehlt.

### Die Kalottenschalen
Zwei der insgesamt vier Schalen befinden sich im British Museum. Sie wurden zusammen mit drei Löffeln bei zwei Kunsthändlern erworben und befinden sich erst seit 1886 dort. Es gibt noch 2 weitere Schalen im Archäologischen Museum in Istanbul, die in dem türkischen Aufsatz publiziert sind.
Die beiden Schalen aus dem British Museum haben einen Durchmesser zwischen 16 und 18 cm und wiegen zwischen 191,5 und 260 g.
Es handelt sich um schlichte fußlose Schalen mit einem Monogramm in der Mitte. Sie sind innen poliert, zeigen außen jedoch eine raue Oberfläche. Die Schalen werden durch ihre Kontrollstempel auf 613–626/630 datiert.
Die Formulierung „des eingeschriebenen Kreuzes“, wie man es in der Literatur häufig liest, stellt allerdings eine vorweggenommene Wertung dar, da es sich objektiv erst einmal um Zierbänder handelt. Diese gehen vom Kreis um das Monogramm aus und werden zum Rand hin breiter. Die Bänder erinnern somit an ein geschweiftes Kreuz.
Der Kreis um das Monogramm sowie die Bänder sind mit doppelten Linien eingefasst. Das Kreuzmonogramm zeigt die Buchstaben My, Eta, Ny und Alpha.
Es wird in der Literatur als „MENA“ oder „MENAS“ gelesen und als möglicher Besitzer des Schatzes interpretiert.
Zur Deutung der Schalen als Patenen ist zu sagen, dass sie nicht der Typologie der flachen Patenen entsprechen, die wenn sie ein Kreuz tragen, dies als solches auch eindeutig erkennbar ist.
Somit ist ohne Votivinschrift und mit stark abweichender Typologie eine liturgische Verwendung nicht nachweisbar und das Bänder-Kreuz eher als Schmuckelement zu sehen.
Die Kalottenschalen aus dem Schiffsgrab von Sutton Hoo sind mit einem Durchmesser zwischen 20 und 23 cm vergleichbar groß und werden zeitlich anhand der Anastasiusplatte eingeordnet, also auf 491–518 n. Chr. datiert.
Die Dekorationsform der gekreuzten Bänder um einen Kreis ist hier auch vorhanden. Die Bänder sind mit Sternblumen verziert, die aus sich überlappenden Kreisen entstehen. Das Rondell ist mit floralen Mustern und einem Stern verziert.

### Die India-Platte

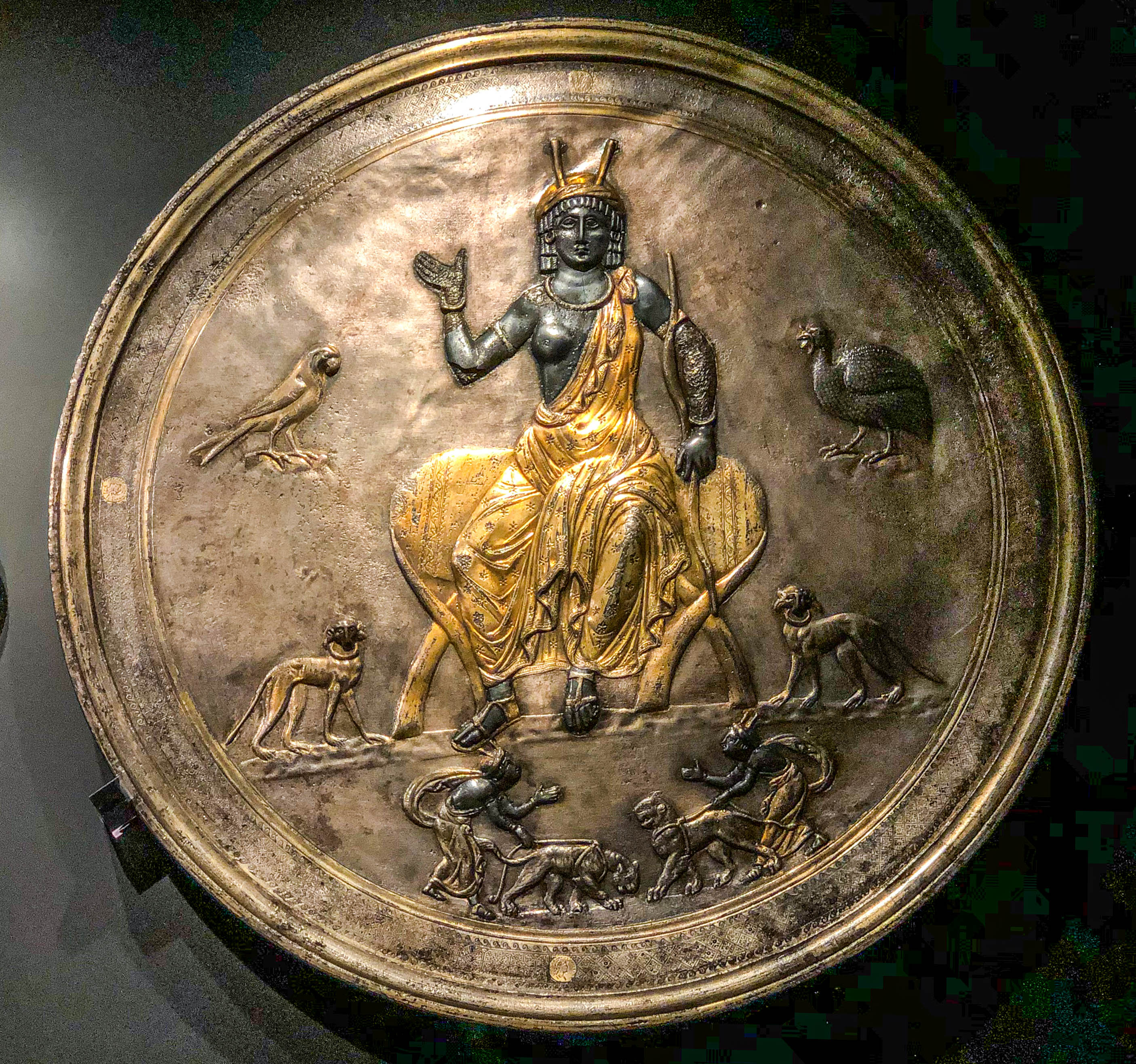
Die India-Platte, im Istanbul

Sie misst 45 cm im Durchmesser und wird im Archäologischen Museum in Istanbul aufbewahrt. Sie stammt aus einem zweiten Schatzfund aus dem Jahre 1887, bei dem auch die verschollenen „Hagioi Georgioi“ Hl. Georgs-Löffel gefunden wurden.
Die Datierung schwankt von Ende 4./Anfang 5. Jahrhundert bis zum Anfang des 6. Jahrhunderts und orientiert sich an der Anastasius-Platte aus dem Schiffsgrab von Sutton Hoo.
Die Platte hat einen mehrfach gestuften und gegliederten Randbereich. In der Mitte befindet sich eine Szene im Relief. Entlang des Randes läuft ein Band mit sich überschneidenden geometrischen Mustern und Kreisen. Das Band wird durch Medaillons mit Köpfen unterteilt und eingefasst mit laufenden Schnörkeln und Wellen, dem sogenannten „Laufenden Hund“, eine Abwandlung des geometrischen Mäandermusters. Die Szene in der Mitte ist in Repoussé-Technik gearbeitet und erscheint im Relief. Einige Details, wie der Körper der Frau, sind mit Niello-Einlagen versehen.
Die Hauptszene zeigt eine Frau, die frontal zum Betrachter auf einem Thron sitzt, ohne Rückenlehne, und mit Stoßzähnen als Beine. Ihre Tunika ist mit eingravierten Sternen verziert und lässt ihre rechte Brust unbedeckt. Ihre rechte Hand ist erhoben und ihre linke hält einen Bogen. Ihre Haare sind in Locken gedreht und sie trägt einen Turban, aus dem zwei gerade Hörner herausragen. Sie ist von vier Tieren umgeben: einem Sittich oder Papagai, einem Perlhuhn und zwei Affen. Mit den Affen steht sie auf einer Grundlinie, die die Szene von dem darunterliegenden Teil abgrenzt. Dieser zeigt zwei Figuren (wohl männlich) mit sich bauschenden Gewändern, die ebenfalls zwei gerade Hörner tragen und jeweils ein wildes Tier, Panther o. Ä. an der Leine halten.
Zusammen mit den sie umgebenden Tieren hat der Bogen wohl dazu geführt, dass sie in älterer Literatur mit der griechischen Göttin der Jagd Artemis identifiziert wurde. Erst Hans Graeven identifizierte sie als India, als Personifikation des „Kontinents“ Indien.

#### Kunstgeschichtlicher Kontext
Aufgrund der Ornamentik wird die India-Platte in der Literatur häufig mit der Anastasius-Platte aus dem Schiffsgrab von Sutton Hoo verglichen, da sie als einziges zeitgenössisches Beispiel dieser Ornamentik gilt. Sie ist bei der India-Platte feiner gezeichnet und es wechseln sich zwei verschiedene Muster ab, wobei die Medaillons als Trennungsglied fungieren.
Das Motiv der Köpfe und Masken als trennendes Element findet man häufig auf Platten (u. a. im Silberschatz von Kaiseraugst und im Schatz von Mildenhall).

### Die Löffel
Die Laffen werden eingeteilt in längsovale oder birnenförmige Form und sind etwa ein Drittel so lang wie der Löffel insgesamt.
Der sogenannte Diskus, ein scheibenförmiges Zwischenstück, verbindet Laffe und Griff, der dadurch auf einem höheren Niveau angesetzt wird. Da die Laffe mit der Zeit immer größer wurde, ebenso wie die Löffel an Gewicht zunahmen, gewährleistet der Niveauunterschied weiterhin eine leichte Handhabung. Der Griff ist meist aufgelötet.
Hauser teilt die Lampsakener Löffel anhand von Formattributen in drei Gruppen ein:

#### Lampsakos A: Apostel-Evangelisten-Löffel
Es gehören sechs Löffel zu dieser Gruppe, von denen fünf (Nr. 380–384) im British Museum und einer (Nr. A6) im Louvre aufbewahrt wird. Sie sind 23,7 cm lang und 78,9–80,84 g schwer.
Die Löffel der Gruppe A haben eine birnenförmige Laffe, die etwas über 9 cm lang und bis zu 4,5 cm breit ist. Die Unterseite ist mit einem Palmwedelmotiv verziert, die Innenseiten sind schmucklos. Als Verbindung zwischen Laffe und Griff dient ein leicht konvexer Diskus, der mit der Laffe aus einem Stück geschmiedet ist.
Auf der linken Seite des Diskus befindet sich ein nielliertes Besitzermonogramm mit Μy, Τau, Υpsilon, Εpsilon, Οmikron, Theta und Ιota.
Hauser schlägt hier als Lesung ΤΙΜΟΘΕΟΥ (= „Timotheou“, „des Timotheus“, also „gehört Timotheus“) vor, im Gegensatz zu früherer Literatur, die „Matthäus“ verschlägt, wobei für diese Lesung jedoch ein Alpha fehlt.
Aber schon zeitgenössische Quellen klagen über die schwierige Lesbarkeit von Monogrammen, die sich im Gegensatz zum Westen gegenüber den Besitzerinschriften durchgesetzt hat.
Die rechte Seite des Diskus ist ungeschmückt. Daran ist der ca. 15 cm lange Griff gelötet, der zu Anfang auf einem Abschnitt zwischen 3,3 und 3,6 cm sechseckig ist. Weiter hat er eine konkav-konvex-konkave Form, gegliedert durch Ringe. Als Abschluss dient ein kleiner Baluster mit Kugelkopfende. Auf dem sechseckigen Abschnitt zu Anfang finden sich hinter einem kleinen griechischen Kreuz verschiedene griechische Männernamen:
- 380: + ΜΑΘΘΕΟС = „Matthäus“
- 381: + ΜΑΡΚΟС = „Markus“
- 382: + ΛΟΥΚΑС = „Lukas“
- 383: + IAKΩBOC = „Iakobus“
- 384: + ΠΕΤΡΟС = „Petrus“
- A6: + СΙΜΩΝ = „Simon“

Da diese Namen im Nominativ stehen, können sie keine Besitzerinschriften sein, wie zum Beispiel von Fink vermutet (die im Genitiv ständen). Die Zusammenstellung der Namen lässt eher ein Löffelset mit Apostel- bzw. Evangelistennamen vermuten.

#### Lampsakos B
Die zwei Löffel der Gruppe B sind eine schlichte Ausgabe von Gruppe A und befinden sich im British Museum. Sie sind 23,6 cm lang und etwas über 80 g schwer.
Die Löffel der Gruppe B verfügen über eine birnenförmige Laffenform, Laffengröße und -verzierung sind mit denen der Gruppe A identisch. Im Gegensatz zu A hat die Gruppe B aber keine Inschriften und einen flachen, gehämmerten, gewölbten Diskus.
Auf der linken Seite befindet sich jedoch das gleiche Besitzermonogramm „Timetheou“. Es unterscheiden sich aber die Theta Θ im Kreuzmonogramm: Hier bei Gruppe B ist es rhombisch und nicht rund, wie es bei Gruppe A der Fall ist. Hauser deutet diese Beobachtung als zwei verschiedene Handwerker.
Der schlichte Griff nimmt an Stärke zu, von etwa 0,4 auf ca. 0,7 cm. Beide Löffel sind in einem sehr guten Erhaltungszustand.

#### Lampsakos C: Löffel der „Sieben Weisen“ und Eklogen des Vergil
Die Löffel dieser Gruppe sind siebenmal vertreten. Davon befinden sich sechs (Nr. 387–392) im British Museum und einer (C7) im Louvre. Ein weiterer Löffel aus dem Museum der evangelischen Schule in Smyrna ist verschollen (von Newton 1852 in Gallipolli gesehen, ohne Abbildung publiziert, Aufsatz von Reinach über Löffel im Museum der Evangelischen Schule, Smyrna, seit 1877).
Die Löffel verfügen über eine längsovale Laffe, die weiter ausgebaucht ist als die der anderen Gruppen und mit einem auf der Unterseite auslaufenden Grat mit dem Diskus verknüpft ist.
Der Griff ist am Anfang ca. 4,8–4,9 cm lang im Querschnitt quadratisch, dann etwa 10 cm lang rund. Auf einen hohen, trennenden Ring folgt der Endbaluster, an den ein eiförmiger Abschluss anschließt.
An den Übergängen zwischen den einzelnen Griffsegmenten sind feine parallele Rillen zu erkennen, die von einer Bearbeitung im Drehstock herrühren.
In der Laffeninnenseite befinden sich niellierte Hexameter, die auf zwei Seiten (oben und seitlich) der quadratischen Griffe fortgesetzt werden:

##### Löffel „Die Sieben Weisen“
Auf fünf Löffeln finden sich die Herkunft und Sentenzen der Sieben Weisen auf Griechisch, mit griechischen Kommentaren auf der Seite der Griffe:
- „Chilon aus dem Tal von Sparta (sagte): Erkenne dich selbst“ / „Und ermuntere sich unablässig dazu“ (oder „Erinnere dich stets daran“)
- „Schau auf das Ende des Lebens, (sagte) Solon im heiligen Athen.“ / „So lebe deine Leben!“
- „Bias aus Priene zeigte: Die meisten Menschen sind schlecht.“ / „Die die Freude hassen!“
- „Pittakos von Mytilene (meinte): Nicht zu sehr!“ (maßvoll sein) / „Liebe deine Sünder!“
- „Periander (sagte) in Korinth: Beherrsche deinen Zorn!“ / „Vor allem, wenn die deine Liebste zürnt!“

Die Zuordnung der einzelnen Sprüche zu den jeweiligen Weisen schwankt in der antiken Literaturgeschichte. Zu genau dieser Zuordnung der Sprüche zu den einzelnen Weisen gibt es jedoch eine konkrete Schriftquelle: ein anonymes Epigramm in der „Anthologia Palatina“ IX, 366. Die Kommentare sind dort jedoch nicht enthalten und müssen als Zutat des Auftraggebers gesehen werden.

##### Löffel „Die Eklogen des Vergil“
Auf drei Löffeln finden sich Zitate in lateinischer Sprache, aus den Eklogen des Vergil, ebenfalls mit Kommentaren auf den Seiten der Griffe in griechischer Sprache:
- „Die Liebe besiegt alles, und auch wir wollen der Liebe nachgeben.“ / „Iß, der du von Eros geschlagen bist!“
- „Oh schöner Knabe, vertraue nicht zu sehr deinem Aussehen.“ / „Du Armer, Du bist nicht einmal schön!“
- „Bad, Weine und Liebe sind vorübereilende Genüsse.“ / „Wenn du diesen Genüssen nachgibst, achte auf deinen Leistenbruch!“

Die ersten beiden Sprüche stammen aus den Eklogen des Vergil. Ungewöhnlich ist die Verwendung der lateinischen Sprache um 600 n. Chr. im oströmischen Raum. Der dritte Spruch ist wortwörtlich nicht belegt, es finden sich nur ähnliche Sprüche.
Alle Zitate zu den Sentenzen der Sieben Weisen, wie auch zu den Eklogen des Vergil, weisen auf einen gebildeten Menschen hin, der wohl eher im Auftraggeber als im Silberschmied zu suchen ist.
Apostelnamen sind als Verzierung auf byzantinischen Löffeln keine Seltenheit, die komplexe Schriftführung über Laffe und Griff und die anspruchsvolle Auswahl der Texte ist in diesem Schatz jedoch einmalig.

##### Bischofsmonogramm
Der Diskus ist flach und beidseitig verziert. Links (also einem Rechtshänder zugewandt) befindet sich ein kompliziertes Kastenmonogramm mit eingeschriebenem Kreuz in einer Kranzgirlande, ebenfalls nielliert, zu lesen als ANΔPEOY EΠICKOΠOY (= „ANDREOU EPISKOPOU“, „des Bischofs Andreas“, also „gehört Bischof Andreas“).
Rechts befindet sich ein stilisiertes Pflanzenmotiv in Niello.
Zu dem verschollenen Löffel aus Smyrna ist zu sagen, dass die Zeichnungen von Reinach widersprüchlich sind. Man kann nur eindeutig sagen, dass er zum Typ C zuzuordnen ist.
Schon Ende des 19. Jahrhunderts kommt die These des eucharistischen Löffels auf und wird teilweise heftig verfochten, obwohl Braun schon 1932 nachgewiesen hatte, dass er in der orthodoxen Kirche erst im späten 8. Jahrhundert aufkam.

## Was gehörte ursprünglich zum Schatz?
Hausers Ansatz ist die Analyse der Dutzendgewichte, da sich bei allen betrachteten Löffeln (nicht nur im Schatz von Lampsakos) eine starke Annäherung an einfache römische Gewichte feststellen lässt. Seine These dazu: Löffel wurden nach Gewicht des Metalls gekauft.
Die Gruppe B könnte, da sie eine vereinfachte Variante der Gruppe A darstellt, als Ersatz für verlorene Löffel gedient haben.
Es wird außerdem vermutet, dass personalisierte Verzierungen wie Monogramme und Inschriften beim Silberschmied in Auftrag gegeben werden konnten, sodass eine Auswahl von vorgefertigten Löffelsets als Grundlage sinnvoll erscheint. Dadurch lässt sich das hohe Maß an Standardisierung und fehlende Evangelisten- bzw. Apostellöffel erklären.
Außerdem gehörten die verschollenen Löffel „des heiligen Georg“ dazu, die mit der India-Platte in einem zweiten Schatzfund gefunden wurden.
Außerdem fehlt der zum Spiegelhalter gehörende Spiegeldiskus, dessen Aussehen nur anhand von zeitgenössischen Vergleichsstücken nachzuvollziehen ist. Der Handspiegel ist ein spezifisch weiblicher Gegenstand, über weitere kann jedoch nur spekuliert werden.
Es ist bis heute unklar, wie viele Teile ursprünglich zum Schatz gehörten und wie viele eventuell in privaten Sammlungen oder unentdeckt in Museen liegen. Einige Stücke lassen sich aus den vorhandenen als wahrscheinlich rekonstruieren, wie beispielsweise die ergänzenden Löffel und der Spiegeldiskus.

## Handelte es sich beim Lampsakos-Schatz um einen Kirchen- oder Privatschatz?
In der Forschung zu byzantinischen Löffeln wird häufig nach Belegen für einen liturgischen Nutzen gesucht.
Diese Deutung der Löffel ist jedoch unwahrscheinlich, da schon Joseph Braun 1932 nachgewiesen hat, dass Löffel zur Kommunion in der orthodoxen Liturgie erst frühestens Ende des 8. Jahrhunderts auftreten. Im Gegenteil: Eine Schriftquelle (Trullanische Synode von 706) bestätigt den Empfang der Kommunion mit übereinander gekreuzten Händen.
Auch lassen sich keine Löffel in den Darstellungen des Abendmahls im 6./7. Jahrhundert finden.
Die Theorie des Salblöffels wurde in der Forschung zu Löffeln aus dem Schiffsgrab von Sutton Hoo diskutiert.
Auch das bischöfliche Monogramm kennzeichnet eher Privateigentum als einen Kirchenschatz, zumal die Sprüche und ihre Kommentare eine sehr weltliche Konnotation haben. Außerdem ist bekannt, dass hohe kirchliche Würdenträger, häufig ohne Nachkommen, ihren Besitz an eine Kirche vermachten.

## Wie datieren die Objekte, insbesondere die Löffel?
Sechs Teile des Schatzes gehören zum sogenannten Pentasphrágiston, sind also mit den fünf staatlichen Kontrollstempeln  versehen und darüber datierbar: der Lampenständer, das Polykandelon und vier Schalen.
Das Monogramm MHNA(C) („Mena“ oder „Menas“) auf den Kalottenschalen könnte auf einen Menas hinweisen, doch kann aufgrund der schlechten Quellenlage in Bezug auf Lampsakos keine historische Person damit in Verbindung gebracht werden.
Ebenso steht es mit dem Kreuzmonogramm des „Timotheus“ auf den Disken der Apostel- bzw. Evangelistenlöffeln.
Bezüglich des Bischofsmonogramms „Andreaoi Episkopoi“ ist zu sagen, dass es für die Lampsakener Bischöfe leider zwischen 458 n. Chr. und 787 n. Chr. eine große Lücke in der Überlieferung der Konzils- und Synodallisten gibt. Beim 5. und 6. Ökumenischen Konzil 553 n. Chr. und 680/81 n. Chr. in Konstantinopel fehlen die Lampsakener Bischöfe.
Für die Datierung der Löffel gibt es also wenige Anhaltspunkte, da sie keinem bekannten Bischof zugeordnet werden können. Allein das Kreuzmonogramm gibt mit dem 6. Jahrhundert einen terminus post quem, da dieses erst dann eingeführt wurde. Bleibt festzuhalten, dass in dem für uns relevanten Zeitraum nicht hinreichend Quellen vorhanden sind, auf deren Grundlage eine genaue Datierung der Löffel möglich wäre.